# Whac-A-Mole (jeu vidéo, 2005)
Whac-A-Mole est un jeu vidéo d'action (jeu de la taupe) développé par DC Studios et édité par Activision, sorti en 2005 sur Game Boy Advance et Nintendo DS.

## Accueil
- IGN : 5/10 (DS)[1]